# همکاری در فروش فایل
همکاری در فروش فایل (به انگلیسی: file affiliate) یک طرح برای فروش فایل‌های قابل دانلود با تعامل چند نفره است، که توسط سیستم‌های همکاری در فروش فایل ارائه می‌گردد به وبسایت‌ها یا نرم‌افزارهایی گفته می‌شود که در آن، فرد انسانی، محصولات مجازی قابل دانلود کردن دیداری، شنیداری، خواندنی و … را با همیاری فرد یا افرادی دیگر به‌فروش می‌رساند یا برای به‌فروش رساندن آن‌ها تلاش می‌کند. این فایل‌ها می‌توانند طرح‌های گرافیکی، پوسته‌ها و اسکریپت‌ها برای وبسایت، فایل‌های نرم‌افزاری، نرم‌افزارها، لایسنس‌ها، فایل‌های آموزشی خواندنی، ویدئویی یا صوتی باشند. متقاضی محصولات، می‌تواند با پرداخت مبلغ فایل، بلافاصله پس از پرداخت آنلاین محصول مربوطه را دانلود کند.
همکاری در فروش فایل با ۲ استراتژی عمده پیش می‌رود، که عبارتند از:
1. همکاری دوسویه در فروش فایل
2. همکاری سه‌سویه در فروش فایل

## همکاری دوسویه در فروش فایل
الف) در نوع اول سیستم‌های همکاری در فروش فایل دوسویه، تمامی محصولات توسط مدیریت وبسایت یا نرم‌افزار برای فروش قرار می‌گیرد؛ یعنی مدیر طرف اول همکاری است.
طرف دوم همکاری فردی است که با عضویت در سیستم، از یک پنل کاربری هوشمند و شخصی بهره‌مند شده و کد محصولات با شناسه مربوط به خود را می‌تواند از طریق پنل خود دریافت کند و به تبلیغ محصول به روش‌های مختلف بازاریابی بپردازد.
در این سیستم‌ها، سود هر بار فروش هر محصول با درصدهای از پیش تعیین شده تنها بین دو نفر، مدیر و بازاریاب تقسیم می‌شود و در پنل آن‌ها ثبت می‌گردد.
ب) در نوع دوم سیستم‌های همکاری در فروش فایل دوسویه، اعضای وبسایت می‌توانند فایل‌های قابل دانلود خود را در وبسایت به فروش بگذارند. در این سیستم‌ها بازاریابی وجود ندارد و فایل از طریق فروشگاه اصلی وبسایت یا فروشگاه‌های زیر دامنه‌ای متعلق به فروشندگان به فروش می‌رسد.

## همکاری سه‌سویه در فروش فایل
در این سیستم‌ها، امکاناتی وجود دارد که اعضا می‌توانند، فایل‌های قابل دانلود خود را برای فروش در سیستم قرار دهند. عضوی که فایل را برای فروش در سیستم قرار می‌دهد، فروشنده نامیده می‌شود و همچنین عضوی که فایل فروشنده را به فروش می‌رساند، بازاریاب نامیده می‌شود. مدیریت وبسایت و بازاریاب، درصد مشخصی از هربار فروش هر فایل را دریافت می‌کنند و عمده سود فروش برای فروشنده است.

## کپی رایت
با توجه به زیاد شدن وب سایت‌های فروش فایل ممکن است در برخی سایت‌ها حقوق نشر و کپی رایت رعایت نشود و این مشکلات زیادی را برای پدیدآورندگان به وجود خواهد آورد.